# Monneville
Monneville je francouzská obec v departementu Oise v regionu Hauts-de-France, asi 90 km severozápadně od Paříže. V roce 2014 zde žilo 832 obyvatel. V blízkosti obce zahynul v roce 1940 československý vojenský pilot Jiří Král.

## Poloha obce
Sousední obce jsou: Fleury, Fresne-Léguillon, Chavençon, Ivry-le-Temple, Lavilletertre, Monts, Neuville-Bosc a Tourly.

## Památky
- Kostel sv. Martina s románským portálem ze 12. století, gotickým chórem z roku 1240 a věží se 16. století.

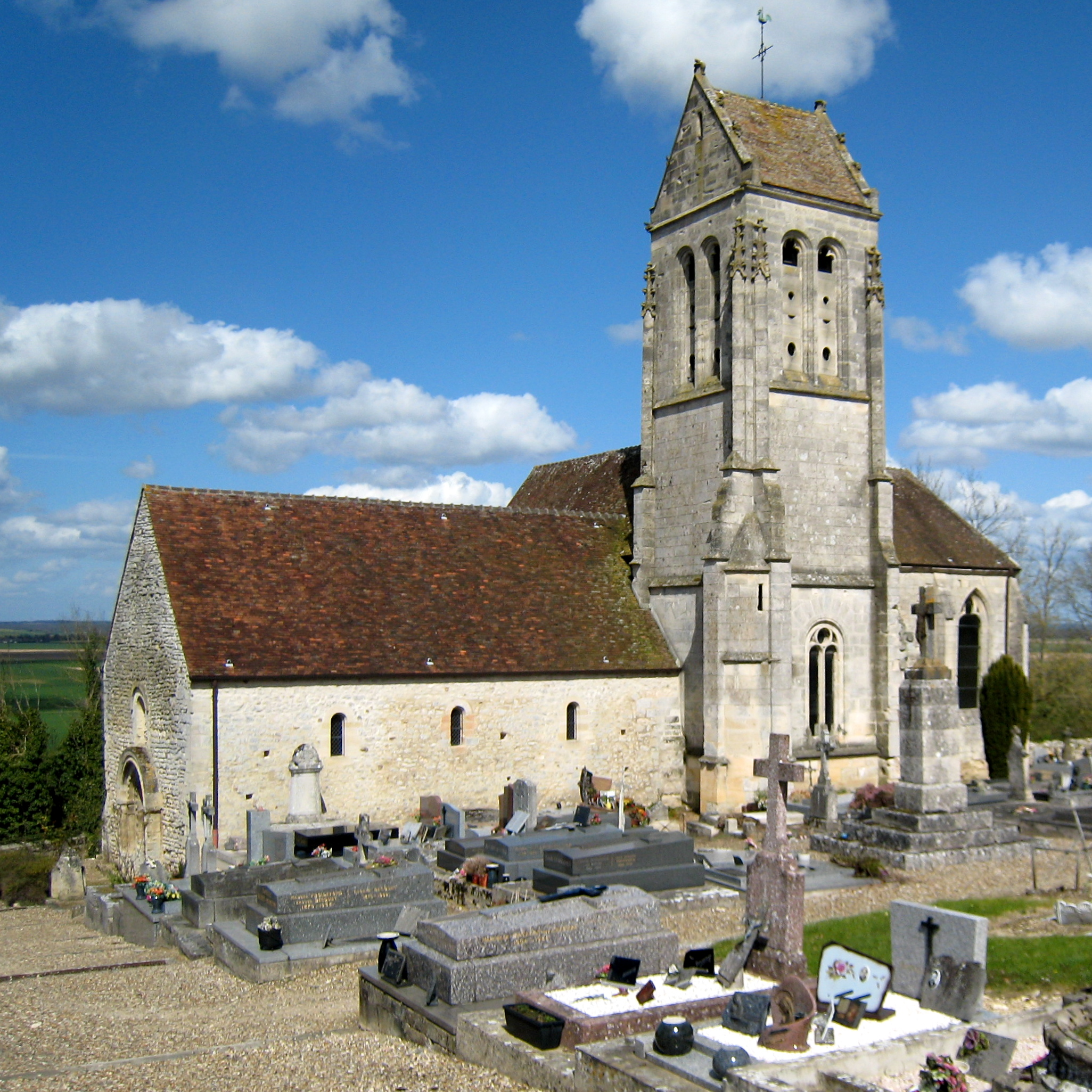
Kostel sv. Martina

## Vývoj počtu obyvatel
Počet obyvatel